# 서뉴기니

서뉴기니의 위치

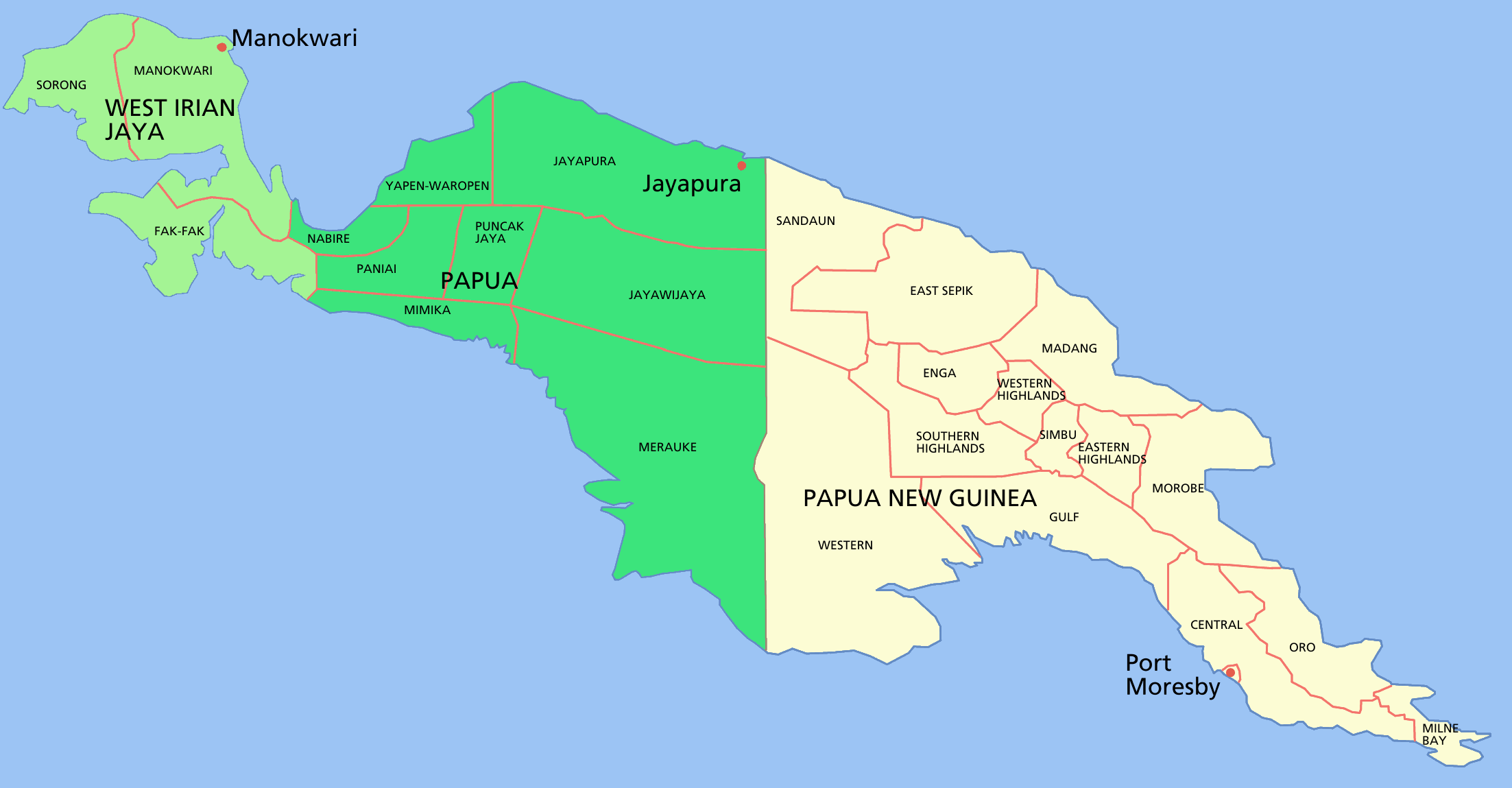
파푸아주
서파푸아주

서뉴기니의 기

서뉴기니의 문장

서뉴기니(영어: Western New Guinea, Papua, Indonesian New Guinea, Indonesian Papua) 또는 서파푸아는 현재 인도네시아가 통치하고 있는 뉴기니섬 서반부 지역과 부속 섬들을 가리키는 명칭이다. 과거에는 '네덜란드령 뉴기니'(1895년-1962년), '서이리안'(1963년-1973년), '이리안자야'(Irian Jaya, 1973년-2001년)로도 불렸다. 뉴기니섬의 동반부는 파푸아뉴기니의 영토이다.

## 역사
4만여 년 전 멜라네시아인들이 뉴기니섬에 들어가 오랫동안 원시적인 부족 사회를 운영했다. 19세기에 네덜란드는 뉴기니섬의 서해안에 상관(商館)을 설치하고, 1885년 네덜란드와 영국·독일이 뉴기니섬을 분할해 네덜란드가 섬의 서반부를 네덜란드령 동인도(현재의 인도네시아)에 병합하면서 서뉴기니가 성립하였다.
1949년, 인도네시아 독립 전쟁을 종식시킨 헤이그 원탁 회의에서 이 지역의 귀속 문제는 난항을 겪었고, 네덜란드령 뉴기니(1949년-1962년)는 네덜란드에 남았다. 1952년 네덜란드는 파푸아인의 자치권과 자결권을 인정하고 독립 준비를 진행하였고, 국경선신성의 원칙(Uti possidetis juris)에 따라 이 지역의 영유권을 주장하는 인도네시아와 대립하였다.
소련의 군사 원조를 받아 군비를 확장한 인도네시아의 수카르노 대통령은 1960년 네덜란드와의 국교 단절 및 무력에 의한 해결의지를 밝히는 한편 이 지역 문제를 유엔에 제소했다. 1961년 말 네덜란드가 서뉴기니의 의회 선거를 진행하고 9년 뒤에 독립시킬 준비를 하였으며, 12월 1일 의원들이 서파푸아 공화국의 독립을 선언하고 국기(아침별기)와 국가 표어를 제정하는 사건이 발생하였다. 네덜란드는 서파푸아 공화국의 독립은 당장 인정하지 않고 해당 깃발과 표어를 서뉴기니 지역의 깃발과 표어로 인정하였다. 이에 12월 18일 인도네시아가 서파푸아의 독립은 인정할 수 없으며 막기 위해서라면 언제든지 인도네시아군이 서파푸아를 침공하겠다고 선언하고, 1962년에 공격을 진행했다. 네덜란드군은 인도네시아의 공격을 방어하는데는 성공하였다.
인도네시아에 대한 소련의 영향력 확대를 우려한 미국이 네덜란드와 인도네시아 양측을 중재해 뉴욕 협정이 체결되어 1969년까지 자유로운 성인의 참여로 독립여부를 결정하는 조건(자유선택행동)으로 서파푸아는 1962년 10월 유엔의 관리하에 놓여졌고, 1963년 5월 인도네시아에 인도됐다.
1969년 인도네시아는 국가 주도로 선발된 원로들에 대해 조사한 의사를 근거로 서파푸아를 자국 영토로 편입시켰으며, 당시 80만 파푸아인들의 참여권이 제대로 보장되지 않았고 인도네시아 편입에 반대하는 원로들에게 강압이 가해지는 등의 문제가 있었다. 이에 서파푸아인 사이에서 인도네시아로부터의 독립을 요구하는 자유 파푸아 운동이 벌어졌다. 인도네시아는 1970년 이 지역을 군사작전지역으로 지정해 독립운동을 군사적으로 탄압하는 한편, 120만명 이상의 인도네시아인을 이주시켜 식민화하고 있다.
2000년 새 국가 서파푸아 공화국의 수립을 선언하는 서파푸아주민대회가 인도네시아 정국을 뒤흔드는 문제가 되었고, 인도네시아 정부가 2003년 2월 주민의 반대에도 불구하고 이 지역 북서부('새의 머리'라고 불린다)를 이리안자야바랏 주로 분할하면서 독립운동은 더욱 활발해졌다. 2006년에는 오스트레일리아 정부가 망명한 서파푸아 독립운동가들에게 비자를 발급해 인도네시아와의 관계 악화로도 이어졌다. 2019년에는 인니 경찰이 파푸아 학생을 원숭이라고 모욕한 것을 계기로 2019년 파푸아 시위가 발발하였다. 2023년 3월엔 헬기를 가져와 독립을 요구하였다. 서파푸아 주 주민들은 독립을 아직도 주장하고 있다.

## 인구
| 연도 | 인구      | ±%     |
| ---- | --------- | ------ |
| 1971 | 923,440   | —      |
| 1980 | 1,173,875 | +27.1% |
| 1990 | 1,648,708 | +40.5% |
| 1995 | 1,942,627 | +17.8% |
| 2000 | 2,220,934 | +14.3% |
| 2010 | 3,593,803 | +61.8% |

## 같이 보기
- 서파푸아 공화국
- 네덜란드령 뉴기니
- 자유 파푸아 운동